# Interstate 17
Interstate 17 (I-17) é uma rodovia interestadual norte-sul situada inteiramente no estado norte-americano do Arizona. O terminal sul da I-17 situa-se em Phoenix, na I-10/US 60 e o seu terminal norte situa-se em Flagstaff, na Milton Road a norte da I-40.
A maior parte da I-17 é conhecida como a Arizona Veterans Highway (Autoestrada dos Veteranos do Arizona). Na Região Metropolitana de Phoenix, é majoritariamente conhecida como Black Canyon Freeway, no entanto, as 6,69 km (4,16 milhas) a sul fazem parte da Maricopa Freeway. A parte da rodovia a sul de Cordes Lakes foi construída ao longo do alinhamento da State Route 69 (SR 69), enquanto a parte norte foi construída ao longo do alinhamento da antiga SR 79. A seção final da I-17 foi concluída em 1978.
A I-17 ganha mais de 1,6 km (uma milha) de altitude entre Phoenix, a 340 m (1.117 pés), e Flagstaff, a 2.100 m (7.000 pés). A autoestrada apresenta várias saídas com vistas panorâmicas ao longo do seu percurso, com vista para as muitas montanhas e vales do norte do Arizona.